# Dyskusyjny klub filmowy ,,Politechnika”
Dyskusyjny klub filmowy, DKF ,,Politechnika” – dyskusyjny klub filmowy działający na Politechnice Wrocławskiej od 1965 roku. Funkcjonuje jako agenda kultury uczelni i organizuje cotygodniowe publiczne pokazy filmowe. Koncentruje się na popularyzacji kultury wśród wrocławskich studentów, jednak przygotowywane wydarzenia są otwarte dla wszystkich widzów.

## Opis
Głównym aspektem działalności klubu są cotygodniowe, niebiletowane pokazy filmowe organizowane w czwartki o godz. 19:00 w sali 329 budynku A-1 Politechniki Wrocławskiej. Repertuar jest zróżnicowany i nie ogranicza się do premierowych produkcji komercyjnych. Prezentowane są klasyki kina, filmy niezależne, eksperymentalne, ale także bardziej rozpoznawalne produkcje. Klub należy do Polskiej Federacji Dyskusyjnych Klubów Filmowych, dlatego każde spotkanie realizowane jest w formule prelekcja-pokaz-dyskusja. Część kulturalno-oświatową współtworzą zaangażowani w działanie klubu działacze, którzy przygotowują wstęp do filmu i moderują dyskusję po seansie.
Organizacja współpracuje także z innymi podmiotami. Pomaga organizować wydarzenia specjalne na uczelni oraz angażuje się w działanie Kina Nowe Horyzonty, gdzie współtworzy cykl stały ,,DKF Politechnika w KNH’’. Oprócz tego wchodzi w krótkotrwałe współprace zewnętrzne z miejskimi i państwowymi instytucjami upowszechniającymi kulturę filmową.
DKF ,,Politechnika” nie jest kinem komercyjnym, a organizacją studencką, tzw. agendą kultury, finansowaną z środków uczelni. Prowadzi jednak regularne zbiórki na działania bieżące.

## Historia
DKF ,,Politechnika’’ powstał z inicjatywy Andrzeja Soleckiego, studenta wydziału mechanicznego Politechniki Wrocławskiej. Od początku lat sześćdziesiątych angażował się w działanie DKF-u „Wrocław”, pierwszej tego typu instytucji we Wrocławiu, która funkcjonowała w Pałacu Schaffgotschów we Wrocławiu. W 1962 roku Solecki wraz z grupą zainteresowanych studentów zaczęli organizować w akademikach na ul. Grunwaldzkiej projekcje filmów na taśmie 16 mm. Inicjatywa promowania kultury filmowej na uczelni technicznej prędko została podchwycona przez władze uczelni oraz Związek Młodzieży Socjalistycznej. Jesienią 1965 zwrócono się w sprawie oficjalnej rejestracji klubu w Polskiej Federacji Dyskusyjnych Klubów Filmowych do jej Sekretarza Generalnego — Henryka Zielińskiego. Klub przyjęto na staż kandydacki 18 grudnia 1965 z numerem ewidencyjnym 218/S.
W pierwszych latach działania klub nosił nazwę „ZMS — Politechnika” i organizował projekcje filmów 16 mm oraz 35 mm. Dopiero po likwidacji komercyjnego kina ,,Politechnika’’ w 1966 klub przeniósł się w całości do przejętej sali 329 budynku A-1, w której do dziś organizowane są regularne wydarzenia. Od tego czasu główna działalność klubu polegała na pięciu projekcjach filmów miesięcznie na zamkniętych pokazach, w których mogli brać udział tylko członkowie organizacji. Posiadali oni legitymacje i płacili pieniężne składki, z których klub czerpał środki na zakup taśm od regionalnej placówki Centrali Rozpowszechniania Filmów.
Na przestrzeni kolejnych lat, klub organizował wiele seminariów filmowych oraz projekcji specjalnych z udziałem gości. Politechnikę odwiedzili m.in. Sylwester Chęciński (1967), Andrzej Żuławski i Leszek Teleszyński (1971), Zdzisław Maklakiewicz, Jacek Fuksiewicz i Janusz Kondratiuk (1974), Bogusław Drewniak, Andrzej Werner, Franciszek Ryszka, Imre Gyöngyössy i Ryszard Kapuściński (1975), Krzysztof Kieślowski i Rafał Marszałek (1976), Ferenc Kosa i Krzysztof Zanussi (1979), Janusz Kijowski i Krzysztof Wyszyński (1980) oraz Agnieszka Holland (1985).